# Meerkat
Meerkat fue una aplicación móvil que permitía a los usuarios retransmitir vídeo en directo a través de su dispositivo móvil, ya sea iOS o Android. La aplicación se lanzó en febrero de 2015 y se popularizó rápidamente durante el mes de marzo del mismo año.
Una vez registrado, el usuario de Meerkat tiene la opción de conectar sus cuentas de Facebook y Twitter, para difundir sus vídeos directamente entre sus seguidores.

## Desarrollo
El desarrollador de Meerkat es Life On Air Inc., un equipo dirigido por el fundador y CEO Ben Rubin. La compañía consiguió 12 millones de euros de capital riesgo por parte de Greylock Partners en marzo de 2015.

## Reacción de Twitter
En marzo de 2015, semanas después de la liberación de Meerkat, Twitter cortó el acceso de Meerkat a su social graph y anunció la adquisición de la aplicación de la competencia Periscope. Twitter anunció el lanzamiento de esta aplicación el 26 de marzo de 2015. Además de proporcionar una funcionalidad similar de streaming de vídeo, Periscope también proporciona la opción de reproducir el vídeo posteriormente hasta 24 horas después de la emisión.

## Noticias
Meerkat está en desuso. La aplicación fue retirada de las tiendas de aplicaciones el 2 de octubre de 2016, y los servicios se han detenido. Ahora, los desarrolladores han lanzado una nueva aplicación de nombre "Houseparty", la cual se centra en las videollamadas en grupo.